# Ögmundur Helgason
Ögmundur Helgason (1192 - 1255) fue un caudillo medieval de Kirkjubæ, Síða, Norður-Múlasýsla, Islandia que tuvo un papel relevante durante la guerra civil islandesa, episodio histórico conocido como Sturlungaöld. Era hijo y sucesor de Digur-Helga Þorsteinsson (m. 1235), y entre sus hermanos se encuentra Arnór Helgason, abad del monasterio de Viðey y Finnbjörn Helgason. Su hermana Helga era madre de Þorvarður y Oddur Þórarinsson.
Ögmundur casó con Steinunn, hermana de Ormur Jónsson Svínfellingur. A la muerte de Ormur en 1241, su sucesor Sæmundur Ormsson y su hermano Guðmundur, eran muy jóvenes y Ögmundur aprovechó ese vacío para aumentar su influencia, riqueza y poder entre los Svínfellingar; pronto se convirtió en antagonista de Sæmundur y finalmente declarado culpable de aprovecharse de la situación por el Althing.
Steinunn luchó por la reconciliación entre su marido Ögmundur y su primo, a quienes le hizo jurar que no habría problemas mientras ella viviera. Steinun murió el 31 de marzo de 1252 y no pasaron más de dos semanas cuando Ögmundur aprovechó que los hermanos estaban de viaje lejos de Kirkjubæ y los mató, pese a los intentos previos de Guðmundur por la pacificación.